# Dundee (Iowa)
Dundee és una població dels Estats Units a l'estat d'Iowa. Segons el cens del 2000 tenia 179 habitants.

## Demografia
Segons el cens del 2000, Dundee tenia 179 habitants, 80 habitatges, i 54 famílies. La densitat de població era de 168,6 habitants/km².
Dels 80 habitatges en un 25% hi vivien nens de menys de 18 anys, en un 66,3% hi vivien parelles casades, en un 0% dones solteres, i en un 32,5% no eren unitats familiars. En el 28,8% dels habitatges hi vivien persones soles el 17,5% de les quals corresponia a persones de 65 anys o més que vivien soles. El nombre mitjà de persones vivint en cada habitatge era de 2,24 i el nombre mitjà de persones que vivien en cada família era de 2,72.
Per edats la població es repartia de la següent manera: un 22,3% tenia menys de 18 anys, un 3,4% entre 18 i 24, un 26,8% entre 25 i 44, un 25,7% de 45 a 60 i un 21,8% 65 anys o més.
L'edat mediana era de 43 anys. Per cada 100 dones de 18 o més anys hi havia 87,8 homes.
La renda mediana per habitatge era de 26.719 $ i la renda mediana per família de 30.000 $. Els homes tenien una renda mediana de 25.625 $ mentre que les dones 19.583 $. La renda per capita de la població era de 13.531 $. Entorn del 8,3% de les famílies i el 9,8% de la població estaven per davall del llindar de pobresa.

## Poblacions més properes
El següent diagrama mostra les poblacions més properes.